# Pathfinder (Album)
Pathfinder ist das dritte Studioalbum der schottischen Progressive-Rock-Band Beggars Opera, das 1972 bei Vertigo Records erschien.

## Musikstil
Das auf dem Vorgängeralbum Waters of Change zu hörende Mellotron war hier mit dem Ausscheiden von Virginia Scott weitgehend verschwunden. Die Titel entsprechen dem typischen songbasierten, britischen Progressive Rock der frühen 1970er Jahre mit dominantem Einsatz der Hammondorgel. Daneben gibt es Titel mit Spinettklängen, rockigen Grooves, melodischen Rock und eine Coverversion von Jimmy Webbs Hit MacArthur Park.
Nach der Veröffentlichung von Pathfinder verließen Schlagzeuger Raymond Wilson und Sänger Martin Griffiths, nachdem dieser sich bei einem Auftritt verletzte, die Band.

## Titelliste
| Nr. | Titel          | Autor(en)                      | Länge |
| --- | -------------- | ------------------------------ | ----- |
| 1.  | Hobo           | Alan Park                      | 4:40  |
| 2.  | MacArthur Park | Jimmy Webb                     | 8:20  |
| 3.  | The Witch      | Ricky Gardiner, Virginia Scott | 5:26  |

| Nr.          | Titel                | Autor(en)                                               | Länge |
| ------------ | -------------------- | ------------------------------------------------------- | ----- |
| 4.           | Pathfinder           | Ricky Gardiner                                          | 3:44  |
| 5.           | From Shark to Haggis | Ricky Gardiner, Virginia Scott                          | 6:38  |
| 6.           | Stretcher            | Ricky Gardiner                                          | 4:50  |
| 7.           | Madame Doubtfire     | Alexander McFreddries, Martin Griffiths, Ricky Gardiner | 4:15  |
| Gesamtlänge: | Gesamtlänge:         | Gesamtlänge:                                            | 37:53 |

## Covergestaltung
Das Albumcover wurde von Peter Goodfellow entworfen und zeigt einen Astronauten auf dem Rücken eines Pferdes.

## Rezeption
Das Album wird als recht eingängiches Album mit eingängigen und soliden Melodien bewertet.
Der Song MacArthur Park konnte sich mehrmals in der SWR1 Baden-Württemberg Hitparade platzieren: 2020 (Platz 1088), 2021 (Platz 763), 2022 (Platz 800) und 2023 (Platz 818).